# GT World Challenge Europe
De Blancpain GT series is een serie autoraces. Het is onderverdeeld in twee kampioenschappen: de Blancpain GT Series Sprint Cup en de Blancpain GT Series Endurance Cup.

## Automerken
1. Aston Martin
2. Bentley
3. Audi
4. Lamborghini
5. McLaren
6. BMW
7. Ferrari
8. Honda
9. Jaguar
10. Lexus
11. Mercedes
12. Nissan
13. Porsche